# Cielo (religión)

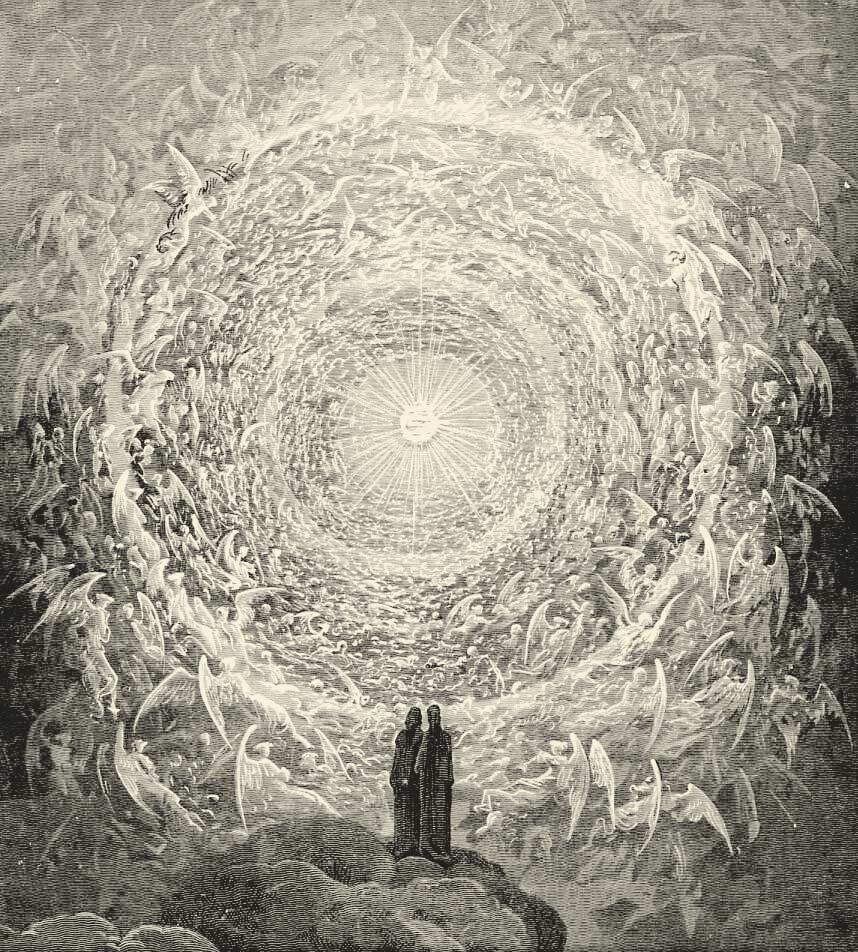
Dante y Beatrice contemplan la parte más alta del cielo; ilustración de Gustave Doré.

El cielo o el paraíso es un concepto religioso o espiritual del más allá o ultratumba, presente en muchas religiones y filosofías. En este lugar habitarían entes como dioses, ángeles, almas, santos o ancestros.
En algunas religiones, los seres celestiales pueden descender a la Tierra o encarnarse y los mortales pueden ascender al cielo después de su muerte o, en casos excepcionales, a lo largo de la vida. Algunas religiones creen que el mundo actual puede llegar a ser el cielo e instaurarse cielo en la Tierra.
El cielo generalmente es el lugar más «sagrado» o «alto» concebible, en contraste con el infierno, que es un lugar de castigo eterno. Así, el acceso al cielo a menudo está condicionado a diferentes criterios de bondad, piedad, fe u otras virtudes o simplemente a la voluntad divina, en función de los diferentes sistemas teológicos.

## Perspectiva científica
Existen varias perspectivas científicas sobre la existencia del cielo y la vida después de la muerte. Una posición común es la de Daniel Dennett, que considera que la conciencia depende del funcionamiento biológico del cerebro y la muerte supone la terminación de la conciencia, lo que excluiría la posibilidad de que exista el cielo. Algunas investigaciones científicas muestran que algunas áreas del cerebro, como el sistema de formación reticular o el tálamo, parecen indispensables para la formación de la conciencia, ya que las disfunciones en estas regiones cerebrales provocan la pérdida de conciencia.
Muchas personas que han vivido experiencias cercanas a la muerte afirman haber visto a familiares o entrar hacia «una luz», lo que guarda similitudes con el concepto religioso del cielo. También hay testimonios de experiencias negativas.

## Concepciones

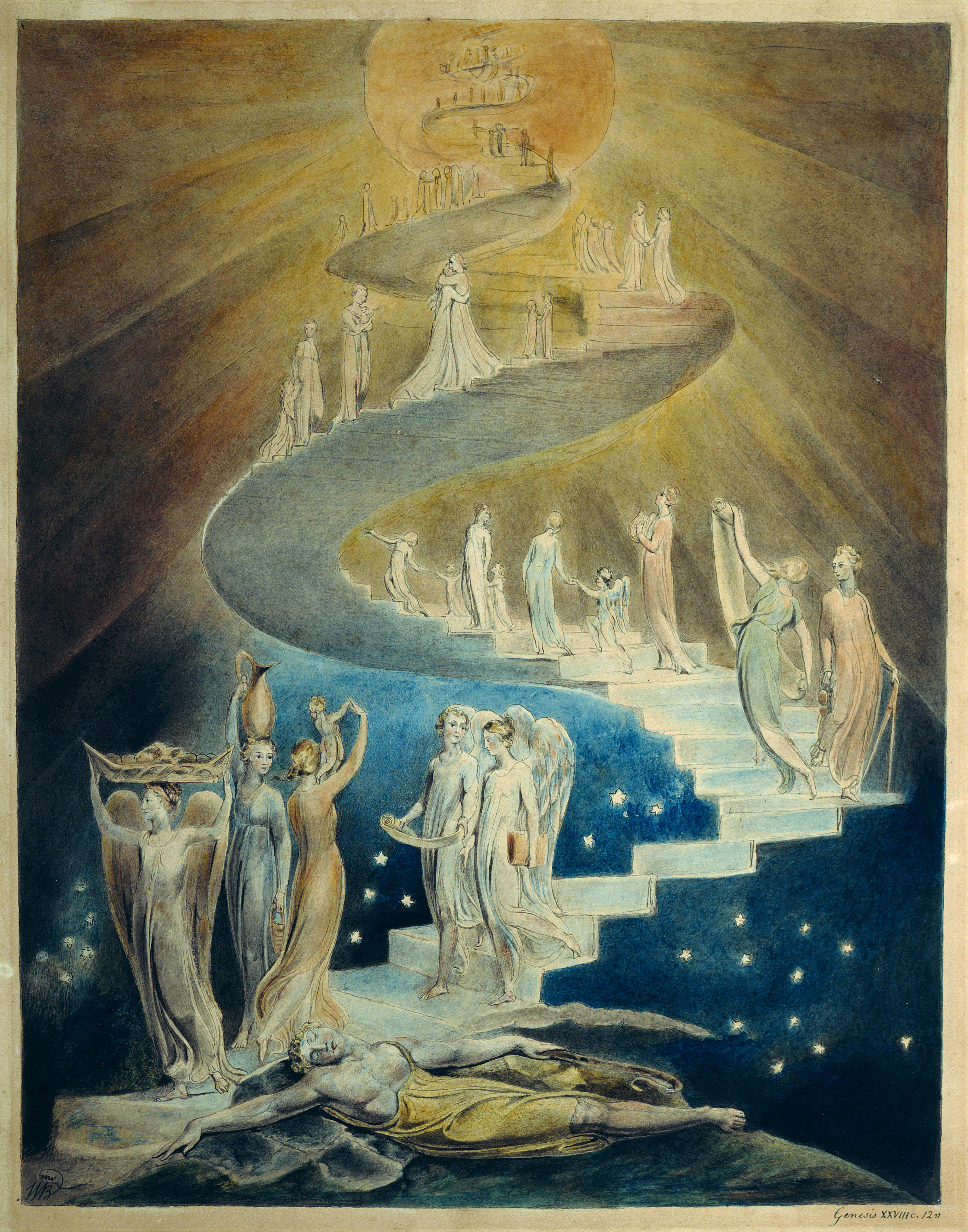
La escalera de Jacob (1805) de William Blake. En la Biblia, la escalera de Jacob es una estructura por la que los ángeles ascendían al cielo y descendían a la tierra (Génesis 28,11-19).

Existen abundantes y diversas fuentes para concepciones del cielo. La visión típica del creyente parece depender en gran medida de su tradición religiosa particular. Diversas religiones han descrito el cielo como poblado por ángeles, dioses o héroes. El cielo suele ser interpretado como un lugar de felicidad eterna. Generalmente se cree que la relación entre este concepto y la esfera celeste fue propuesta por primera vez por los antiguos astrónomos-sacerdotes.

### Chamanismo
El historiador de religiones Mircea Eliade, en sus estudios sobre las culturas en donde ocurre el fenómeno chamánico publicados en El chamanismo y las técnicas arcaicas del éxtasis, describe que el universo se divide en tres regiones cósmicas: el cielo, la Tierra y los infiernos, unidos entre sí por el axis mundi, o eje del mundo. En estas concepciones, la ascensión y comunicación directa del chamán con los dioses celestes es posible a través de la experiencia personal y extática. En otras culturas arcaicas, la unión entre el cielo y la Tierra se utiliza como canal para enviar las ofrendas a los seres que habitan el mundo celestial.

### Religiones abrahámicas
El concepto de cielo fue importado al parecer por el judaísmo desde el zoroastrismo, quizá por el profeta Daniel debido a su exposición a los magos zoroastrianos en la corte de Darío I. La creencia en el cielo parece haber suplantado el anterior concepto de Sheol (mencionado en varios libros de la Biblia, como Isaías 38:18, Salmos 6:5 y Job 7:7-10). Sin embargo, muchos teólogos afirman que el Sheol es el seno de Abraham, que era una parte del infierno administrada por Dios, y que Dios para sus profetas y creyentes (ya que, al ser pecadores, no podían ir con Dios) estarían allí hasta que sus pecados fueran redimidos por el Mesías. Entonces los que vivían allí serían llevados al cielo, al igual que todos los redimidos que mueran. Los cristianos creen que Jesucristo fue el Mesías, que ya vino y los redimió, pero los judíos aún están esperando a su Mesías redentor profetizado en sus libros sagrados, Tanaj (llamados por los cristianos Antiguo Testamento).
Los conversos judíos incluían en este concepto de cielo e infierno el grupo conocido como los fariseos. Los dogmáticamente conservadores saduceos mantuvieron su creencia en el Sheol. Aunque eran saduceos quienes representaban la mayoría religiosa judía, fueron los fariseos quienes mejor soportaron la ocupación romana, y su creencia en el cielo y el Infierno zoroastrianos fue transmitida al cristianismo y al islam (donde el cielo es llamado Janah).

#### Cristianismo
En el cristianismo, el cielo es un retorno al estado de la humanidad anterior a la caída, un segundo y renovado jardín del Edén en el que la humanidad se reúne con Dios en un perfecto y natural estado de existencia eterna. Los cristianos creen que esta reunión se logra mediante la obra redentora de Jesucristo de morir en la cruz por los pecados de la humanidad. Afirman que es un lugar de gozo, paz y felicidad infinita y eterna.